# David Antonín Nývlt
David Antonín Nývlt (deutsch David Anton Nywelt, Nachname auch Niewelt, Nywlt, Nyweltt, Nyweld; * 1696 in Rtyně, Königgrätzer Kreis; † 1772) war ab 1761 Administrator (ředitel panství) der damals Piccolominischen Herrschaft Nachod in Ostböhmen sowie Chronist und Heimatschriftsteller. Wegen seiner regionalhistorischen Forschungen und Schriften wird er auch als der erste Historiker der Herrschaft Nachod bezeichnet.

## Leben
David Antonín Nývlt entstammte einer Untertanenfamilie aus Rtyně (deutsch Hertin) in der Herrschaft Nachod. Nach dem Tod des Herzogs Lorenzo Piccolomini wurde er 1713 von dessen Witwe Anna Viktoria Ludmila Kolowrat-Liebsteinsky, die die Vormundschaft für den gemütskranken ältesten Sohn Giovanni Venceslao Piccolomini ausübte, als Schreiber auf dem herrschaftlichen Schloss Náchod angestellt. Während der Regentschaft des Herzogs Ottavio, der bis 1742 als Administrator eingesetzt war, stieg Nývlt in den 1730er Jahren zum Rentmeister auf. 1761 wurde er von Herzog Giovanni Pompeo Piccolomini zum Administrator befördert. In allen seinen Funktionen musste er sich auch mit historischen Dokumenten und anderen Unterlagen aus dem Schlossarchiv befassen.
1736 veröffentlichte er die Ergebnisse seiner Archiv- und Heimatforschungen über den Wallfahrtsort Klein Schwadowitz und die gesundheitliche Wirkung von dessen Heilquellen. Im vierten und fünften Kapitel beschreibt er die Geschichte der Herrschaft Nachod bis 1731, zugleich werden die seit 1634 herrschenden Fürsten Piccolomini verherrlicht. Die Schrift erschien sowohl in Deutsch als auch in Tschechisch.
- Die in einem Glatzer Verlag 1736 gedruckte deutsche Fassung trägt den Titel: „Heilsamer Brunnquell der Marianischen Andacht auf denen abhängigen Bächlen der Herrschaft Nachod und zwar zu Schwadowitz“. Sie wurde 1798 auch in dem Band 5 der „Sammlung Physikalischer Aufsätze, besonders die Böhmische Naturgeschichte betreffend“ erwähnt.[1]

- Die tschechische Fassung erschien in Prag unter dem Titel: „Prospěšný potok vod na nejvyšších pahrbcích panství Jeho Milosti knížecího náchodského vprostřed polí svatoňovských, všem potřebným a chudým hledajícím vod mariánské pomoci hojně prýštící, v prospěšnosti jednoho každého zde vyhledávajícího“.

- 1733/37 verfasste Nývlt das „Urbar der fuerstlich Piccolominischen Herrschaft Nachodt“. Es enthält die Grundbucheinträge sowie die Verzeichnisse der Untertanen und deren Robotverpflichtungen und Abgaben.[2]

- Es wird vermutet, dass er auch der Autor der verschollenen Handschrift über die „Altertümer und Traditionen der Herrschaft Nachod“ war.

Obwohl während des Siebenjährigen Krieges große Schäden in Stadt und Herrschaft Nachod angerichtet wurden, gelang es Nývlt, das Schlossarchiv vor Kriegsschäden zu bewahren. 1768 beteiligte er sich mit einer ansehnlichen Geldspende an der Renovierung der Kirche Johannes der Täufer in Rtyně (Hertin).